# Opius lippensimilis
Opius lippensimilis är en stekelart som beskrevs av Fischer 2001. Opius lippensimilis ingår i släktet Opius och familjen bracksteklar. Inga underarter finns listade i Catalogue of Life.